# Grammosciadium
Grammosciadium, biljni rod iz porodice štitarki smješten u tribus Careae. Četiri priznate vrste raširene su po Transkavkazu, Turskoj, Iraku i Iranu.

Rod je opisan 1829.; tipična vrsta je G. daucoides

## Vrste
1. Grammosciadium cornutum (Nábelek) C.C.Towns.
2. Grammosciadium daucoides DC.
3. Grammosciadium macrodon Boiss.
4. Grammosciadium scabridum Boiss.